# Torneo Apertura 2024 de Tercera División de Costa Rica
El Torneo Apertura 2024 de Tercera División será la tercera categoría del fútbol costarricense, organizada por LINAFA.
Entre las novedades está que el ADR Cobano adquirió la franquicia de San Carlos Fútbol Club que el torneo anterior estaba siendo utilizada por el Deportivo Piedades Sur. 
Otra novedad es que la Asociación Deportiva Esparza PSL, jugará en la presente temporada en lugar del Puntarenas San Luis quién cedió su franquicia tras el poco apoyo de la provincia de Puntarenas. Para esta Temporada los equipos del A. D. Cañas, Real Santaneño, A. C. Acosta y Valle F. C., son los nuevos inquilinos tras conseguir el título de campeón en sus respectivos sectores en la Tercera División de LINAFA.
Entre otras de las novedades el equipo de Orión Fútbol Club adquiere la franquicia de Brumas F. C. por lo que jugará en su lugar para esta temporada.
Otra de las novedades es que el equipo de Pitbulls F. C. de Santa Bárbara de Heredia, jugará en la presente temporada 2024-2025 en la Segunda B de LINAFA, tras adquirir la franquicia de Central Valley F. C. que era utilizada por el equipo de La Cañada F. C. el torneo anterior.
Como última y más reciente novedad se informó que el equipo de la A.D. Ramonense adquirió la franquicia de lo que era MW-C. E. F. por lo que jugará esta temporada en su lugar.

## Sistema de competición
Se realizan 2 torneos, Apertura y Clausura (respectivamente). Los ganadores de cada torneo tendrán garantizada una Gran Final entre ellos para definir al nuevo participante de la próxima temporada en la Segunda División de Costa Rica. En caso de que el Campeón del Torneo de Clausura sea el mismo del Torneo de Apertura, no habrá gran final.
- Primera Fase:

En cada grupo de 6 equipos participantes, jugarán a 2 vueltas, completando 10 fechas cada equipo. Clasifican a la siguiente fase los 4 mejores equipos de cada grupo. 
- Segunda Fase: (Octavos de final)

Sistema de clasificación por eliminación directa ida y vuelta. Clasifican a la siguiente fase los 12 ganadores de las series y los 4 mejores perdedores.
- Tercera Fase: (Cuartos de Final)

Sistema de clasificación por eliminación directa de juegos de ida y vuelta.
- Cuarta Fase: (Semifinales)

Sistema de clasificación por eliminación directa de juegos de ida y vuelta.
- Quinta Fase: (Final)

Serie de ida y vuelta en el que se define el campeón.

## Equipos participantes
En la temporada 2024-2025 participarán los siguientes equipos:
| Grupo   | Zona               | Equipos |
| ------- | ------------------ | --- |
| Grupo A | Pacífico Chorotega | - A. D. Cañas - Águila F. C. - A. D. R. Cóbano - A. D. Santa Rosa - A. D. Esparza PSL - A. D. Rosario          |
| Grupo B | Occidente          | - UCR Fútbol Club - A.D. Ramonense - Pitbulls F. C. - Deportivo Puriscal - AC Acosta - C. D. Pavas             |
| Grupo C | Metro Sur          | - Municipal Coto Brus - Municipal Osa - ASODEBA - Real Santaneño - Municipal Desamparados - San Migool - V. C. |
| Grupo D | Caribe             | - Valle F. C. - Talentos del Caribe - ADF Siquirreña - Orión F. C. - CCDR San Pablo - AF Lankester 1943        |

## Tabla de posiciones

### Grupo A: Chorotega Pacífico
| Pos. | Equipo            | Pts. | PJ | G | E | P | GF | GC | Dif. | Clasificación    |
| ---- | ----------------- | ---- | -- | - | - | - | -- | -- | ---- | ---------------- |
| 1    | Águila F. C.      | 23   | 10 | 7 | 2 | 1 | 27 | 12 | +15  | Octavos de final |
| 2    | A. D. R. Cóbano   | 13   | 10 | 3 | 4 | 3 | 15 | 13 | +2   | Octavos de final |
| 3    | A. D. Cañas       | 13   | 10 | 4 | 1 | 5 | 14 | 17 | −3   | Octavos de final |
| 4    | A. D. Rosario     | 12   | 10 | 3 | 3 | 4 | 16 | 21 | −5   | Octavos de final |
| 5    | A. D. Esparza PSL | 10   | 10 | 3 | 1 | 6 | 16 | 22 | −6   |                  |
| 6    | A. D. Santa Rosa  | 10   | 10 | 3 | 1 | 6 | 19 | 25 | −6   | Último lugar     |

 Fuente: LINAFA

### Grupo B: Occidente
| Pos. | Equipo             | Pts. | PJ | G | E | P | GF | GC | Dif. | Clasificación    |
| ---- | ------------------ | ---- | -- | - | - | - | -- | -- | ---- | ---------------- |
| 1    | Pitbulls F. C.     | 24   | 10 | 7 | 3 | 0 | 17 | 8  | +9   | Octavos de final |
| 2    | C. D. Pavas        | 20   | 10 | 6 | 2 | 2 | 23 | 10 | +13  | Octavos de final |
| 3    | Deportivo Puriscal | 14   | 10 | 4 | 2 | 4 | 16 | 17 | −1   | Octavos de final |
| 4    | A. C. Acosta       | 12   | 9  | 3 | 3 | 3 | 10 | 12 | −2   | Octavos de final |
| 5    | A. D. Ramonense    | 9    | 10 | 2 | 3 | 5 | 7  | 10 | −3   |                  |
| 6    | UCR Fútbol Club    | 1    | 9  | 0 | 1 | 8 | 6  | 22 | −16  | Último lugar     |

 Fuente: LINAFA

### Grupo C: Metro Sur
| Pos. | Equipo                 | Pts. | PJ | G | E | P | GF | GC | Dif. | Clasificación    |
| ---- | ---------------------- | ---- | -- | - | - | - | -- | -- | ---- | ---------------- |
| 1    | San Migool - V. C.     | 24   | 10 | 8 | 0 | 2 | 33 | 18 | +15  | Octavos de final |
| 2    | Real Santaneño         | 18   | 10 | 5 | 3 | 2 | 25 | 20 | +5   | Octavos de final |
| 3    | Municipal Coto Brus    | 16   | 10 | 5 | 1 | 4 | 24 | 23 | +1   | Octavos de final |
| 4    | Municipal Desamparados | 12   | 10 | 3 | 3 | 4 | 19 | 22 | −3   | Octavos de final |
| 5    | ASODEBA                | 9    | 10 | 2 | 3 | 5 | 18 | 22 | −4   |                  |
| 6    | Municipal Osa          | 5    | 10 | 1 | 2 | 7 | 14 | 27 | −13  | Último lugar     |

 Fuente: LINAFA

### Grupo D: Caribe
| Pos. | Equipo              | Pts. | PJ | G | E | P | GF | GC | Dif. | Clasificación    |
| ---- | ------------------- | ---- | -- | - | - | - | -- | -- | ---- | ---------------- |
| 1    | AF Lankester 1943   | 21   | 10 | 6 | 3 | 1 | 22 | 9  | +13  | Octavos de final |
| 2    | CCDR San Pablo      | 20   | 10 | 6 | 2 | 2 | 18 | 13 | +5   | Octavos de final |
| 3    | Talentos del Caribe | 17   | 10 | 5 | 2 | 3 | 23 | 20 | +3   | Octavos de final |
| 4    | Valle F. C.         | 10   | 10 | 2 | 4 | 4 | 28 | 25 | +3   | Octavos de final |
| 5    | ADF Siquirreña      | 10   | 10 | 2 | 4 | 4 | 15 | 20 | −5   |                  |
| 6    | Orión F. C.         | 3    | 10 | 0 | 3 | 7 | 13 | 31 | −18  | Último lugar     |

 Fuente: LINAFA

## Resultados

### Grupo A: Chorotega Pacífico
| Jornada 1         | Jornada 1 | Jornada 1         | Jornada 1            | Jornada 1    | Jornada 1 | Jornada 1 | Jornada 1 |
| Local             | Resultado | Visitante         | Estadio              | Fecha        |           |           |           |
| ----------------- | --------- | ----------------- | -------------------- | ------------ | --------- | --------- | --------- |
| A. D. Rosario     | 3 - 2     | A. D. Esparza PSL | Municipal de Naranjo | 18 de agosto |           |           |           |
| A. D. Santa Rosa  | 1 - 5     | Águila F. C.      | Santa Rosa           | 18 de agosto |           |           |           |
| A. D. R. Cóbano   | 2 - 1     | A. D. Cañas       | Valentín Jiménez     | 18 de agosto |           |           |           |
| Total de goles:14 |           |                   |                      |              |           |           |           |

| Jornada 2         | Jornada 2 | Jornada 2        | Jornada 2          | Jornada 2    | Jornada 2 | Jornada 2 | Jornada 2 |
| Local             | Resultado | Visitante        | Estadio            | Fecha        |           |           |           |
| ----------------- | --------- | ---------------- | ------------------ | ------------ | --------- | --------- | --------- |
| Águila F. C.      | 3 - 1     | A. D. Rosario    | Edgardo Baltodano  | 24 de agosto |           |           |           |
| A. D. Esparza PSL | 2 - 5     | A. D. R. Cóbano  | Hugo Carranza      | 25 de agosto |           |           |           |
| A.D. Cañas        | 5 - 1     | A. D. Santa Rosa | Municipal de Cañas | 25 de agosto |           |           |           |
| Total de goles:17 |           |                  |                    |              |           |           |           |

| Jornada 3         | Jornada 3 | Jornada 3        | Jornada 3        | Jornada 3      | Jornada 3 | Jornada 3 | Jornada 3 |
| Local             | Resultado | Visitante        | Estadio          | Fecha          |           |           |           |
| ----------------- | --------- | ---------------- | ---------------- | -------------- | --------- | --------- | --------- |
| A. D. Rosario     | 1 - 0     | A. D. Santa Rosa | Rafael Bolaños   | 31 de agosto   |           |           |           |
| A. D. Esparza PSL | 0 - 2     | A.D. Cañas       | Hugo Carranza    | 1 de setiembre |           |           |           |
| A. D. R. Cóbano   | 1 - 1     | Águila F. C.     | Valentín Jiménez | 1 de setiembre |           |           |           |
| Total de goles: 5 |           |                  |                  |                |           |           |           |

| Jornada 4         | Jornada 4 | Jornada 4         | Jornada 4             | Jornada 4      | Jornada 4 | Jornada 4 | Jornada 4 |
| Local             | Resultado | Visitante         | Estadio               | Fecha          |           |           |           |
| ----------------- | --------- | ----------------- | --------------------- | -------------- | --------- | --------- | --------- |
| Águila F. C.      | 3 - 0     | A.D. Cañas        | Edgardo Baltodano     | 7 de setiembre |           |           |           |
| A. D. Santa Rosa  | 3 - 1     | A. D. Esparza PSL | Estadio de Santa Rosa | 8 de setiembre |           |           |           |
| A. D. R. Cóbano   | 2 - 2     | A. D. Rosario     | Valentín Jiménez      | 8 de setiembre |           |           |           |
| Total de goles:11 |           |                   |                       |                |           |           |           |

| Jornada 5         | Jornada 5 | Jornada 5         | Jornada 5             | Jornada 5       | Jornada 5 | Jornada 5 | Jornada 5 |
| Local             | Resultado | Visitante         | Estadio               | Fecha           |           |           |           |
| ----------------- | --------- | ----------------- | --------------------- | --------------- | --------- | --------- | --------- |
| A. D. Santa Rosa  | 1 - 1     | A. D. R. Cóbano   | Estadio de Santa Rosa | 22 de Setiembre |           |           |           |
| A.D. Cañas        | 4 - 2     | A. D. Rosario     | Municipal de Cañas    | 26 de Setiembre |           |           |           |
| Águila F. C.      | 4 - 2     | A. D. Esparza PSL | Edgardo Baltodano     | 9 de octubre    |           |           |           |
| Total de goles:14 |           |                   |                       |                 |           |           |           |

| Jornada 6         | Jornada 6 | Jornada 6        | Jornada 6          | Jornada 6       | Jornada 6 | Jornada 6 | Jornada 6 |
| Local             | Resultado | Visitante        | Estadio            | Fecha           |           |           |           |
| ----------------- | --------- | ---------------- | ------------------ | --------------- | --------- | --------- | --------- |
| A. D. Esparza PSL | 2 - 0     | A. D. Rosario    | Hugo Carranza      | 29 de Setiembre |           |           |           |
| Águila F. C.      | 3 - 1     | A. D. Santa Rosa | Edgardo Baltodano  | 29 de Setiembre |           |           |           |
| A.D. Cañas        | 1 - 0     | A. D. R. Cóbano  | Municipal de Cañas | 29 de Setiembre |           |           |           |
| Total de goles:7  |           |                  |                    |                 |           |           |           |

| Jornada 7         | Jornada 7 | Jornada 7         | Jornada 7             | Jornada 7    | Jornada 7 | Jornada 7 | Jornada 7 |
| Local             | Resultado | Visitante         | Estadio               | Fecha        |           |           |           |
| ----------------- | --------- | ----------------- | --------------------- | ------------ | --------- | --------- | --------- |
| A. D. R. Cóbano   | 0 - 0     | A. D. Esparza PSL | Valentín Jiménez      | 6 de octubre |           |           |           |
| A. D. Rosario     | 3 - 3     | Águila F. C.      | "Palmareño" Solís     | 6 de octubre |           |           |           |
| A. D. Santa Rosa  | 4 - 0     | A.D. Cañas        | Estadio de Santa Rosa | 6 de octubre |           |           |           |
| Total de goles:10 |           |                   |                       |              |           |           |           |

| Jornada 8                                                                                  | Jornada 8 | Jornada 8         | Jornada 8             | Jornada 8     | Jornada 8 | Jornada 8 | Jornada 8 |
| Local                                                                                      | Resultado | Visitante         | Estadio               | Fecha         |           |           |           |
| ------------------------------------------------------------------------------------------ | --------- | ----------------- | --------------------- | ------------- | --------- | --------- | --------- |
| A. D. Santa Rosa                                                                           | 0 - 3(*)  | A. D. Rosario     | Estadio de Santa Rosa | 13 de octubre |           |           |           |
| A.D. Cañas                                                                                 | 0 - 3     | A. D. Esparza PSL | Municipal de Cañas    | 13 de octubre |           |           |           |
| Águila F. C.                                                                               | 3 - 1     | A. D. R. Cóbano   | Edgardo Baltodano     | 23 de Octubre |           |           |           |
| Total de goles:12 (*) Pierde los puntos y partido 3-0 por alineación indebida de jugadores |           |                   |                       |               |           |           |           |

| Jornada 9                                                                                 | Jornada 9 | Jornada 9        | Jornada 9          | Jornada 9     | Jornada 9 | Jornada 9 | Jornada 9 |
| Local                                                                                     | Resultado | Visitante        | Estadio            | Fecha         |           |           |           |
| ----------------------------------------------------------------------------------------- | --------- | ---------------- | ------------------ | ------------- | --------- | --------- | --------- |
| A. D. Esparza PSL                                                                         | 3 - 0(*)  | A. D. Santa Rosa | Hugo Carranza      | 19 de Octubre |           |           |           |
| A. D. Rosario                                                                             | 2 - 0     | A. D. R. Cóbano  | "Palmareño" Solís  | 20 de Octubre |           |           |           |
| A. D. Cañas                                                                               | 0 - 1     | Águila F. C.     | Municipal de Cañas | 20 de Octubre |           |           |           |
| Total de goles:3 (*) Pierde los puntos y partido 3-0 por alineación indebida de jugadores |           |                  |                    |               |           |           |           |

| Jornada 10                                                                                | Jornada 10 | Jornada 10       | Jornada 10       | Jornada 10    | Jornada 10 | Jornada 10 | Jornada 10 |
| Local                                                                                     | Resultado  | Visitante        | Estadio          | Fecha         |            |            |            |
| ----------------------------------------------------------------------------------------- | ---------- | ---------------- | ---------------- | ------------- | ---------- | ---------- | ---------- |
| A. D. R. Cóbano                                                                           | 3 - 0(*)   | A. D. Santa Rosa | Valentín Jiménez | 27 de octubre |            |            |            |
| A. D. Esparza PSL                                                                         | 2 - 1      | Águila F. C.     | Hugo Carranza    | 27 de octubre |            |            |            |
| A. D. Rosario                                                                             | 1 - 1      | A. D. Cañas      | Estadio          | 27 de octubre |            |            |            |
| Total de goles:8 (*) Pierde los puntos y partido 3-0 por alineación indebida de jugadores |            |                  |                  |               |            |            |            |

### Grupo B: Occidente
| Jornada 1          | Jornada 1 | Jornada 1          | Jornada 1           | Jornada 1    | Jornada 1 | Jornada 1 | Jornada 1 |
| Local              | Resultado | Visitante          | Estadio             | Fecha        |           |           |           |
| ------------------ | --------- | ------------------ | ------------------- | ------------ | --------- | --------- | --------- |
| A. C. Acosta       | 1 - 1     | A. D. Ramonense    | Municipal de Aserrí | 17 de agosto |           |           |           |
| C. D. Pavas        | 6 - 1     | UCR Fútbol Club    | Ernesto Rohrmoser   | 18 de agosto |           |           |           |
| Pitbulls F. C.     | 2 - 0     | Deportivo Puriscal | Carlos Alvarado     | 18 de agosto |           |           |           |
| Total de goles: 11 |           |                    |                     |              |           |           |           |

| Jornada 2          | Jornada 2 | Jornada 2      | Jornada 2           | Jornada 2    | Jornada 2 | Jornada 2 | Jornada 2 |
| Local              | Resultado | Visitante      | Estadio             | Fecha        |           |           |           |
| ------------------ | --------- | -------------- | ------------------- | ------------ | --------- | --------- | --------- |
| UCR Fútbol Club    | 0 - 1     | A. C. Acosta   | Estadio Ecológico   | 25 de agosto |           |           |           |
| Deportivo Puriscal | 1 - 1     | C. D. Pavas    | Luís Ángel Calderón | 25 de agosto |           |           |           |
| A. D. Ramonense    | 0 - 1     | Pitbulls F. C. | Guillermo Vargas    | 25 de agosto |           |           |           |
| Total de goles:4   |           |                |                     |              |           |           |           |

| Jornada 3         | Jornada 3 | Jornada 3          | Jornada 3           | Jornada 3      | Jornada 3 | Jornada 3 | Jornada 3 |
| Local             | Resultado | Visitante          | Estadio             | Fecha          |           |           |           |
| ----------------- | --------- | ------------------ | ------------------- | -------------- | --------- | --------- | --------- |
| UCR Fútbol Club   | 0 - 3     | A. D. Ramonense    | Ecológico           | 1 de setiembre |           |           |           |
| C. D. Pavas       | 1 - 2     | Pitbulls F. C.     | Ernesto Rohrmoser   | 1 de setiembre |           |           |           |
| A. C. Acosta      | 2 - 3     | Deportivo Puriscal | Municipal de Aserrí | 4 de setiembre |           |           |           |
| Total de goles:11 |           |                    |                     |                |           |           |           |

| Jornada 4          | Jornada 4 | Jornada 4       | Jornada 4           | Jornada 4      | Jornada 4 | Jornada 4 | Jornada 4 |
| Local              | Resultado | Visitante       | Estadio             | Fecha          |           |           |           |
| ------------------ | --------- | --------------- | ------------------- | -------------- | --------- | --------- | --------- |
| Pitbulls F. C.     | 4 - 0     | UCR Fútbol Club | Carlos Alvarado     | 8 de setiembre |           |           |           |
| A. C. Acosta       | 3 - 3     | C. D. Pavas     | Municipal de Aserrí | 8 de setiembre |           |           |           |
| Deportivo Puriscal | 3 - 1     | A. D. Ramonense | Luís Ángel Calderón | 8 de setiembre |           |           |           |
| Total de goles:14  |           |                 |                     |                |           |           |           |

| Jornada 5          | Jornada 5 | Jornada 5       | Jornada 5           | Jornada 5       | Jornada 5 | Jornada 5 | Jornada 5 |
| Local              | Resultado | Visitante       | Estadio             | Fecha           |           |           |           |
| ------------------ | --------- | --------------- | ------------------- | --------------- | --------- | --------- | --------- |
| Pitbulls F. C.     | 1 - 0     | A. C. Acosta    | Estadio de Cibeles  | 22 de setiembre |           |           |           |
| A. D. Ramonense    | 1 - 3     | C. D. Pavas     | Guillermo Vargas    | 22 de setiembre |           |           |           |
| Deportivo Puriscal | 2 - 1     | UCR Fútbol Club | Luis Ángel Calderón | 9 de octubre    |           |           |           |
| Total de goles:8   |           |                 |                     |                 |           |           |           |

| Jornada 6          | Jornada 6 | Jornada 6      | Jornada 6           | Jornada 6       | Jornada 6 | Jornada 6 | Jornada 6 |
| Local              | Resultado | Visitante      | Estadio             | Fecha           |           |           |           |
| ------------------ | --------- | -------------- | ------------------- | --------------- | --------- | --------- | --------- |
| UCR Fútbol Club    | 1 - 2     | C. D. Pavas    | Ecológico           | 29 de Setiembre |           |           |           |
| Deportivo Puriscal | 4 - 5     | Pitbulls F. C. | Luís Ángel Calderón | 29 de Setiembre |           |           |           |
| A. D. Ramonense    | 0 - 1     | A. C. Acosta   | Edgardo Baltodano   | 29 de Setiembre |           |           |           |
| Total de goles:13  |           |                |                     |                 |           |           |           |

| Jornada 7       | Jornada 7 | Jornada 7          | Jornada 7         | Jornada 7    | Jornada 7 | Jornada 7 | Jornada 7 |
| Local           | Resultado | Visitante          | Estadio           | Fecha        |           |           |           |
| --------------- | --------- | ------------------ | ----------------- | ------------ | --------- | --------- | --------- |
| C. D. Pavas     | 3 - 0     | Deportivo Puriscal | Ernesto Rohrmoser | 6 de octubre |           |           |           |
| Pitbulls F. C.  | 0 - 0     | A. D. Ramonense    | Carlos Alvarado   | 6 de octubre |           |           |           |
| A. C. Acosta    |           | UCR Fútbol Club    | Arabelo Fallas    | Suspendido   |           |           |           |
| Total de goles: |           |                    |                   |              |           |           |           |

| Jornada 8          | Jornada 8 | Jornada 8       | Jornada 8         | Jornada 8     | Jornada 8 | Jornada 8 | Jornada 8 |
| Local              | Resultado | Visitante       | Estadio           | Fecha         |           |           |           |
| ------------------ | --------- | --------------- | ----------------- | ------------- | --------- | --------- | --------- |
| Pitbulls F. C.     | 1 - 0     | C. D. Pavas     | Carlos Alvarado   | 13 de octubre |           |           |           |
| Deportivo Puriscal | 0 - 1     | A. C. Acosta    | "Coyella" Fonseca | 13 de octubre |           |           |           |
| A. D. Ramonense    | 1 - 0     | UCR Fútbol Club | Guillermo Vargas  | 13 de octubre |           |           |           |
| Total de goles:3   |           |                 |                   |               |           |           |           |

| Jornada 9        | Jornada 9 | Jornada 9          | Jornada 9         | Jornada 9     | Jornada 9 | Jornada 9 | Jornada 9 |
| Local            | Resultado | Visitante          | Estadio           | Fecha         |           |           |           |
| ---------------- | --------- | ------------------ | ----------------- | ------------- | --------- | --------- | --------- |
| UCR Fútbol Club  | 2 - 2     | Pitbulls F. C.     | Ecológico         | 20 de Octubre |           |           |           |
| C. D. Pavas      | 3 - 0     | A. C. Acosta       | Ernesto Rohrmoser | 20 de Octubre |           |           |           |
| A. D. Ramonense  | 0 - 0     | Deportivo Puriscal | Guillermo Vargas  | 20 de Octubre |           |           |           |
| Total de goles:7 |           |                    |                   |               |           |           |           |

| Jornada 10       | Jornada 10 | Jornada 10         | Jornada 10        | Jornada 10    | Jornada 10 | Jornada 10 | Jornada 10 |
| Local            | Resultado  | Visitante          | Estadio           | Fecha         |            |            |            |
| ---------------- | ---------- | ------------------ | ----------------- | ------------- | ---------- | ---------- | ---------- |
| A. C. Acosta     | 1 - 1      | Pitbulls F. C.     | Arabelo Fallas    | 27 de octubre |            |            |            |
| UCR Fútbol Club  | 1 - 3      | Deportivo Puriscal | Ecológico         | 27 de octubre |            |            |            |
| C. D. Pavas      | 1 - 0      | A. D. Ramonense    | Ernesto Rohrmoser | 27 de octubre |            |            |            |
| Total de goles:7 |            |                    |                   |               |            |            |            |

### Grupo C: Metro Sur
| Jornada 1          | Jornada 1 | Jornada 1              | Jornada 1              | Jornada 1    | Jornada 1 | Jornada 1 | Jornada 1 |
| Local              | Resultado | Visitante              | Estadio                | Fecha        |           |           |           |
| ------------------ | --------- | ---------------------- | ---------------------- | ------------ | --------- | --------- | --------- |
| San Migool - V. C. | 5 - 2     | Municipal Desamparados | "Cuty" Monge           | 17 de agosto |           |           |           |
| ASODEBA            | 1 - 2     | Real Santaneño         | Liceo Pacífico del Sur | 18 de agosto |           |           |           |
| Municipal Osa      | 0 - 4     | Municipal Coto Brus    | Municipal de Osa       | 18 de agosto |           |           |           |
| Total de goles: 14 |           |                        |                        |              |           |           |           |

| Jornada 2              | Jornada 2 | Jornada 2          | Jornada 2           | Jornada 2    | Jornada 2 | Jornada 2 | Jornada 2 |
| Local                  | Resultado | Visitante          | Estadio             | Fecha        |           |           |           |
| ---------------------- | --------- | ------------------ | ------------------- | ------------ | --------- | --------- | --------- |
| Municipal Coto Brus    | 4 - 2     | ASODEBA            | Hamilton Villalobos | 25 de agosto |           |           |           |
| Municipal Desamparados | 2 - 0     | Municipal Osa      | "Cuty" Monge        | 25 de agosto |           |           |           |
| Real Santaneño         | 3 - 2     | San Migool - V. C. | Piedades            | 25 de agosto |           |           |           |
| Total de goles:13      |           |                    |                     |              |           |           |           |

| Jornada 3           | Jornada 3 | Jornada 3              | Jornada 3              | Jornada 3       | Jornada 3 | Jornada 3 | Jornada 3 |
| Local               | Resultado | Visitante              | Estadio                | Fecha           |           |           |           |
| ------------------- | --------- | ---------------------- | ---------------------- | --------------- | --------- | --------- | --------- |
| Municipal Coto Brus | 1 - 3     | Real Santaneño         | Hamilton Villalobos    | 01 de setiembre |           |           |           |
| Municipal Osa       | 2 - 3     | San Migool - V. C.     | Municipal de Osa       | 01 de setiembre |           |           |           |
| ASODEBA             | 2 - 2     | Municipal Desamparados | Liceo Pacífico del Sur | 01 de setiembre |           |           |           |
| Total de goles:13   |           |                        |                        |                 |           |           |           |

| Jornada 4              | Jornada 4 | Jornada 4           | Jornada 4              | Jornada 4      | Jornada 4 | Jornada 4 | Jornada 4 |
| Local                  | Resultado | Visitante           | Estadio                | Fecha          |           |           |           |
| ---------------------- | --------- | ------------------- | ---------------------- | -------------- | --------- | --------- | --------- |
| San Migool - V. C.     | 3 - 2     | Municipal Coto Brus | "Cuty" Monge           | 8 de setiembre |           |           |           |
| ASODEBA                | 1 - 2     | Municipal Osa       | Liceo Pacífico del Sur | 8 de setiembre |           |           |           |
| Municipal Desamparados | 2 - 2     | Real Santaneño      | "Cuty" Monge           | 8 de setiembre |           |           |           |
| Total de goles:12      |           |                     |                        |                |           |           |           |

| Jornada 5              | Jornada 5 | Jornada 5           | Jornada 5    | Jornada 5       | Jornada 5 | Jornada 5 | Jornada 5 |
| Local                  | Resultado | Visitante           | Estadio      | Fecha           |           |           |           |
| ---------------------- | --------- | ------------------- | ------------ | --------------- | --------- | --------- | --------- |
| Real Santaneño         | 5 - 2     | Municipal Osa       | Piedades     | 21 de setiembre |           |           |           |
| San Migool - V. C.     | 3 - 1     | ASODEBA             | "Cuty" Monge | 22 de setiembre |           |           |           |
| Municipal Desamparados | 1 - 2     | Municipal Coto Brus | "Cuty" Monge | 22 de setiembre |           |           |           |
| Total de goles:14      |           |                     |              |                 |           |           |           |

| Jornada 6              | Jornada 6 | Jornada 6          | Jornada 6           | Jornada 6       | Jornada 6 | Jornada 6 | Jornada 6 |
| Local                  | Resultado | Visitante          | Estadio             | Fecha           |           |           |           |
| ---------------------- | --------- | ------------------ | ------------------- | --------------- | --------- | --------- | --------- |
| Municipal Coto Brus    | 3 - 1     | Municipal Osa      | Hamilton Villalobos | 29 de Setiembre |           |           |           |
| Municipal Desamparados | 0 - 4     | San Migool - V. C. | "Cuty" Monge        | 29 de Setiembre |           |           |           |
| Real Santaneño         | 3 - 3     | ASODEBA            | Piedades            | 29 de Setiembre |           |           |           |
| Total de goles:14      |           |                    |                     |                 |           |           |           |

| Jornada 7          | Jornada 7 | Jornada 7              | Jornada 7              | Jornada 7    | Jornada 7 | Jornada 7 | Jornada 7 |
| Local              | Resultado | Visitante              | Estadio                | Fecha        |           |           |           |
| ------------------ | --------- | ---------------------- | ---------------------- | ------------ | --------- | --------- | --------- |
| ASODEBA            | 4 - 0     | Municipal Coto Brus    | Liceo Pacífico del Sur | 6 de octubre |           |           |           |
| Municipal Osa      | 2 - 3     | Municipal Desamparados | Liceo Pacífico del Sur | 6 de octubre |           |           |           |
| San Migool - V. C. | 3 - 2     | Real Santaneño         | "Cuty" Monge           | 6 de octubre |           |           |           |
| Total de goles:14  |           |                        |                        |              |           |           |           |

| Jornada 8              | Jornada 8 | Jornada 8           | Jornada 8    | Jornada 8     | Jornada 8 | Jornada 8 | Jornada 8 |
| Local                  | Resultado | Visitante           | Estadio      | Fecha         |           |           |           |
| ---------------------- | --------- | ------------------- | ------------ | ------------- | --------- | --------- | --------- |
| Municipal Desamparados | 3 - 0     | ASODEBA             | "Cuty" Monge | 12 de octubre |           |           |           |
| San Migool Club        | 3 - 2     | Municipal Osa       | "Cuty" Monge | 13 de octubre |           |           |           |
| Real Santaneño         | 1 - 3     | Municipal Coto Brus | Piedades     | 13 de octubre |           |           |           |
| Total de goles:12      |           |                     |              |               |           |           |           |

| Jornada 9           | Jornada 9 | Jornada 9              | Jornada 9           | Jornada 9     | Jornada 9 | Jornada 9 | Jornada 9 |
| Local               | Resultado | Visitante              | Estadio             | Fecha         |           |           |           |
| ------------------- | --------- | ---------------------- | ------------------- | ------------- | --------- | --------- | --------- |
| Municipal Coto Brus | 1 - 5     | San Migool Club        | Hamilton Villalobos | 20 de Octubre |           |           |           |
| Municipal Osa       | 1 - 1     | ASODEBA                | Liceo Pacífico Sur  | 20 de Octubre |           |           |           |
| Real Santaneño      | 2 - 1     | Municipal Desamparados | Piedades            | 20 de Octubre |           |           |           |
| Total de goles:11   |           |                        |                     |               |           |           |           |

| Jornada 10          | Jornada 10 | Jornada 10             | Jornada 10             | Jornada 10    | Jornada 10 | Jornada 10 | Jornada 10 |
| Local               | Resultado  | Visitante              | Estadio                | Fecha         |            |            |            |
| ------------------- | ---------- | ---------------------- | ---------------------- | ------------- | ---------- | ---------- | ---------- |
| ASODEBA             | 3 - 2      | San Migool - V. C.     | Liceo Pacífico del Sur | 27 de octubre |            |            |            |
| Municipal Coto Brus | 3 - 3      | Municipal Desamparados | Hamilton Villalobos    | 27 de octubre |            |            |            |
| Municipal Osa       | 2 - 2      | Real Santaneño         | Liceo Pacífico del Sur | 27 de octubre |            |            |            |
| Total de goles: 15  |            |                        |                        |               |            |            |            |

### Grupo D: Caribe
| Jornada 1           | Jornada 1 | Jornada 1      | Jornada 1          | Jornada 1    | Jornada 1 | Jornada 1 | Jornada 1 |
| Local               | Resultado | Visitante      | Estadio            | Fecha        |           |           |           |
| ------------------- | --------- | -------------- | ------------------ | ------------ | --------- | --------- | --------- |
| Talentos del Caribe | 0 - 6     | ADF Siquirreña | Puerto Viejo       | 18 de agosto |           |           |           |
| Orión F. C.         | 1 - 2     | CCDR San Pablo | Dulce Nombre       | 18 de agosto |           |           |           |
| AF Lankester 1943   | 4 - 0     | Valle F. C.    | "Quincho" Barquero | 18 de agosto |           |           |           |
| Total de goles:13   |           |                |                    |              |           |           |           |

| Jornada 2        | Jornada 2 | Jornada 2           | Jornada 2            | Jornada 2    | Jornada 2 | Jornada 2 | Jornada 2 |
| Local            | Resultado | Visitante           | Estadio              | Fecha        |           |           |           |
| ---------------- | --------- | ------------------- | -------------------- | ------------ | --------- | --------- | --------- |
| CCDR San Pablo   | 1 - 0     | Talentos del Caribe | "Yuba" Paniagua      | 24 de agosto |           |           |           |
| ADF Siquirreña   | 1 - 1     | AF Lankester 1943   | Estadio de Siquirres | 25 de agosto |           |           |           |
| Valle F. C.      | 4 - 2     | Orión F. C.         | Juan Gobán           | 25 de agosto |           |           |           |
| Total de goles:9 |           |                     |                      |              |           |           |           |

| Jornada 3           | Jornada 3 | Jornada 3      | Jornada 3                  | Jornada 3       | Jornada 3 | Jornada 3 | Jornada 3 |
| Local               | Resultado | Visitante      | Estadio                    | Fecha           |           |           |           |
| ------------------- | --------- | -------------- | -------------------------- | --------------- | --------- | --------- | --------- |
| ADF Siquirreña      | 3 - 4     | Valle F. C.    | Polideportivo de Siquirres | 01 de setiembre |           |           |           |
| AF Lankester 1943   | 0 - 0     | CCDR San Pablo | "Quincho" Barquero         | 01 de setiembre |           |           |           |
| Talentos del Caribe | 3 - 1     | Orión F. C.    | Puerto Viejo               | 01 de setiembre |           |           |           |
| Total de goles:11   |           |                |                            |                 |           |           |           |

| Jornada 4         | Jornada 4 | Jornada 4           | Jornada 4          | Jornada 4      | Jornada 4 | Jornada 4 | Jornada 4 |
| Local             | Resultado | Visitante           | Estadio            | Fecha          |           |           |           |
| ----------------- | --------- | ------------------- | ------------------ | -------------- | --------- | --------- | --------- |
| Orión F. C.       | 2 - 2     | ADF Siquirreña      | Teodoro Picado     | 8 de setiembre |           |           |           |
| AF Lankester 1943 | 3 - 1     | Talentos del Caribe | "Quincho" Barquero | 8 de setiembre |           |           |           |
| CCDR San Pablo    | 3 - 3     | Valle F. C.         | "Yuba" Paniagua    | 8 de setiembre |           |           |           |
| Total de goles:14 |           |                     |                    |                |           |           |           |

| Jornada 5        | Jornada 5 | Jornada 5           | Jornada 5           | Jornada 5       | Jornada 5 | Jornada 5 | Jornada 5 |
| Local            | Resultado | Visitante           | Estadio             | Fecha           |           |           |           |
| ---------------- | --------- | ------------------- | ------------------- | --------------- | --------- | --------- | --------- |
| Orión F. C.      | 0 - 0     | AF Lankester 1943   | Teodoro Picado      | 22 de setiembre |           |           |           |
| CCDR San Pablo   | 2 - 0     | ADF Siquirreña      | Municipal de Flores | 22 de setiembre |           |           |           |
| Valle F. C.      | 3 - 3     | Talentos del Caribe | Juan Gobán          | 22 de setiembre |           |           |           |
| Total de goles:8 |           |                     |                     |                 |           |           |           |

| Jornada 6         | Jornada 6 | Jornada 6           | Jornada 6            | Jornada 6       | Jornada 6 | Jornada 6 | Jornada 6 |
| Local             | Resultado | Visitante           | Estadio              | Fecha           |           |           |           |
| ----------------- | --------- | ------------------- | -------------------- | --------------- | --------- | --------- | --------- |
| ADF Siquirreña    | 2 - 2     | Talentos del Caribe | Estadio de Siquirres | 29 de Setiembre |           |           |           |
| CCDR San Pablo    | 3 - 0     | Orión F. C.         | Municipal de Flores  | 29 de Setiembre |           |           |           |
| Valle F. C.       | 1 - 4     | AF Lankester 1943   | Juan Gobán           | 29 de Setiembre |           |           |           |
| Total de goles:12 |           |                     |                      |                 |           |           |           |

| Jornada 7           | Jornada 7 | Jornada 7      | Jornada 7          | Jornada 7    | Jornada 7 | Jornada 7 | Jornada 7 |
| Local               | Resultado | Visitante      | Estadio            | Fecha        |           |           |           |
| ------------------- | --------- | -------------- | ------------------ | ------------ | --------- | --------- | --------- |
| AF Lankester 1943   | 1 - 0     | ADF Siquirreña | "Quincho" Barquero | 6 de octubre |           |           |           |
| Talentos del Caribe | 3 - 1     | CCDR San Pablo | Puerto Viejo       | 6 de octubre |           |           |           |
| Orión F. C.         | 3 - 3     | Valle F. C.    | Teodoro Picado     | 6 de octubre |           |           |           |
| Total de goles:11   |           |                |                    |              |           |           |           |

| Jornada 8         | Jornada 8 | Jornada 8           | Jornada 8           | Jornada 8     | Jornada 8 | Jornada 8 | Jornada 8 |
| Local             | Resultado | Visitante           | Estadio             | Fecha         |           |           |           |
| ----------------- | --------- | ------------------- | ------------------- | ------------- | --------- | --------- | --------- |
| Orión F. C.       | 2 - 4     | Talentos del Caribe | Teodoro Picado      | 13 de octubre |           |           |           |
| CCDR San Pablo    | 1 - 3     | AF Lankester 1943   | Municipal de Flores | 13 de octubre |           |           |           |
| Valle F. C.       | 0 - 0     | ADF Siquirreña      | Juan Gobán          | 13 de octubre |           |           |           |
| Total de goles:10 |           |                     |                     |               |           |           |           |

| Jornada 9           | Jornada 9 | Jornada 9         | Jornada 9            | Jornada 9     | Jornada 9 | Jornada 9 | Jornada 9 |
| Local               | Resultado | Visitante         | Estadio              | Fecha         |           |           |           |
| ------------------- | --------- | ----------------- | -------------------- | ------------- | --------- | --------- | --------- |
| ADF Siquirreña      | 5 - 1     | Orión F. C.       | Estadio de Siquirres | 20 de Octubre |           |           |           |
| Talentos del Caribe | 4 - 1     | AF Lankester 1943 | Puerto Viejo         | 20 de Octubre |           |           |           |
| Valle F.C.          | 2 - 3     | CCDR San Pablo    | Juan Gobán           | 20 de Octubre |           |           |           |
| Total de goles:16   |           |                   |                      |               |           |           |           |

| Jornada 10          | Jornada 10 | Jornada 10     | Jornada 10           | Jornada 10    | Jornada 10 | Jornada 10 | Jornada 10 |
| Local               | Resultado  | Visitante      | Estadio              | Fecha         |            |            |            |
| ------------------- | ---------- | -------------- | -------------------- | ------------- | ---------- | ---------- | ---------- |
| AF Lankester 1943   | 5 - 1      | Orión F. C.    | "Quincho" Barquero   | 27 de octubre |            |            |            |
| ADF Siquirreña      | 1 - 2      | CCDR San Pablo | Estadio de Siquirres | 27 de octubre |            |            |            |
| Talentos del Caribe | 3 - 0      | Valle F.C.     | Puerto Viejo         | 27 de octubre |            |            |            |
| Total de goles:12   |            |                |                      |               |            |            |            |

## Fase final

### Cuadro de desarrollo
|  | Octavos de final                                   | Octavos de final                                   | Octavos de final                                   | Octavos de final                                   |   |                        | Cuartos de final                             | Cuartos de final                             | Cuartos de final                             | Cuartos de final                             |  |                    | Semifinales                                    | Semifinales                                    | Semifinales                                    | Semifinales                                    |  |               | Final                                 | Final                                 | Final                                 | Final                                 |  |
|  | 3 de noviembre (ida) 24 y 27 de noviembre (vuelta) | 3 de noviembre (ida) 24 y 27 de noviembre (vuelta) | 3 de noviembre (ida) 24 y 27 de noviembre (vuelta) | 3 de noviembre (ida) 24 y 27 de noviembre (vuelta) |   |                        | 1 de diciembre (ida) 8 de diciembre (vuelta) | 1 de diciembre (ida) 8 de diciembre (vuelta) | 1 de diciembre (ida) 8 de diciembre (vuelta) | 1 de diciembre (ida) 8 de diciembre (vuelta) |  |                    | 15 de diciembre (ida) 22 de diciembre (vuelta) | 15 de diciembre (ida) 22 de diciembre (vuelta) | 15 de diciembre (ida) 22 de diciembre (vuelta) | 15 de diciembre (ida) 22 de diciembre (vuelta) |  |               | 4 de enero (ida) 11 de enero (vuelta) | 4 de enero (ida) 11 de enero (vuelta) | 4 de enero (ida) 11 de enero (vuelta) | 4 de enero (ida) 11 de enero (vuelta) |  |
|  |                                                    |                                                    |                                                    |                                                    |   |                        |                                              |                                              |                                              |                                              |  |                    |                                                |                                                |                                                |                                                |  |               |                                       |                                       |                                       |                                       |  |
|  |                                                    |                                                    |                                                    |                                                    |   |                        |                                              |                                              |                                              |                                              |  |                    |                                                |                                                |                                                |                                                |  |               |                                       |                                       |                                       |                                       |  |
|  | Águila F. C.                                       | 2                                                  | 4                                                  | 6                                                  |   |                        |                                              |                                              |                                              |                                              |  |                    |                                                |                                                |                                                |                                                |  |               |                                       |                                       |                                       |                                       |  |
|  | Águila F. C.                                       | 2                                                  | 4                                                  | 6                                                  |   |                        |                                              |                                              |                                              |                                              |  |                    |                                                |                                                |                                                |                                                |  |               |                                       |                                       |                                       |                                       |  |
|  | Deportivo Puriscal                                 | 2                                                  | 2                                                  | 4                                                  |   |                        |                                              |                                              |                                              |                                              |  |                    |                                                |                                                |                                                |                                                |  |               |                                       |                                       |                                       |                                       |  |
|  | Deportivo Puriscal                                 | 2                                                  | 2                                                  | 4                                                  |   | Águila F. C.           | 2                                            | 1                                            | 3                                            |                                              |  |                    |                                                |                                                |                                                |                                                |  |               |                                       |                                       |                                       |                                       |  |
|  |                                                    |                                                    |                                                    |                                                    |   | Águila F. C.           | 2                                            | 1                                            | 3                                            |                                              |  |                    |                                                |                                                |                                                |                                                |  |               |                                       |                                       |                                       |                                       |  |
|  |                                                    |                                                    | Municipal Coto Brus                                | 2                                                  | 0 | 2                      |                                              |                                              |                                              |                                              |  |                    |                                                |                                                |                                                |                                                |  |               |                                       |                                       |                                       |                                       |  |
|  | CCDR San Pablo                                     | 1                                                  | Municipal Coto Brus                                | 2                                                  | 0 | 2                      | 0                                            | 1                                            |                                              |                                              |  |                    |                                                |                                                |                                                |                                                |  |               |                                       |                                       |                                       |                                       |  |
|  | CCDR San Pablo                                     | 1                                                  |                                                    |                                                    |   |                        |                                              |                                              |                                              |                                              |  |                    |                                                |                                                |                                                |                                                |  |               |                                       |                                       |                                       |                                       |  |
|  | Municipal Coto Brus                                | 1                                                  | 1                                                  | 2                                                  |   |                        |                                              |                                              |                                              |                                              |  |                    |                                                |                                                |                                                |                                                |  |               |                                       |                                       |                                       |                                       |  |
|  | Municipal Coto Brus                                | 1                                                  | 1                                                  | 2                                                  |   |                        |                                              |                                              |                                              |                                              |  | Águila F. C.       | 1                                              | 1                                              | 2 (5)                                          |                                                |  |               |                                       |                                       |                                       |                                       |  |
|  |                                                    |                                                    |                                                    |                                                    |   |                        |                                              |                                              |                                              |                                              |  | Águila F. C.       | 1                                              | 1                                              | 2 (5)                                          |                                                |  |               |                                       |                                       |                                       |                                       |  |
|  |                                                    |                                                    | A. D. R. Cóbano                                    | 1                                                  | 1 | 2 (3)                  |                                              |                                              |                                              |                                              |  |                    |                                                |                                                |                                                |                                                |  |               |                                       |                                       |                                       |                                       |  |
|  | Pitbulls F. C.                                     | 0                                                  | A. D. R. Cóbano                                    | 1                                                  | 1 | 2 (3)                  | 3                                            | 3                                            |                                              |                                              |  |                    |                                                |                                                |                                                |                                                |  |               |                                       |                                       |                                       |                                       |  |
|  | Pitbulls F. C.                                     | 0                                                  |                                                    |                                                    |   |                        |                                              |                                              |                                              |                                              |  |                    |                                                |                                                |                                                |                                                |  |               |                                       |                                       |                                       |                                       |  |
|  | A. D. R. Cóbano                                    | 0                                                  | 4                                                  | 4                                                  |   |                        |                                              |                                              |                                              |                                              |  |                    |                                                |                                                |                                                |                                                |  |               |                                       |                                       |                                       |                                       |  |
|  | A. D. R. Cóbano                                    | 0                                                  | 4                                                  | 4                                                  |   | Municipal Desamparados | 0                                            | 2                                            | 2 (2)                                        |                                              |  |                    |                                                |                                                |                                                |                                                |  |               |                                       |                                       |                                       |                                       |  |
|  |                                                    |                                                    |                                                    |                                                    |   | Municipal Desamparados | 0                                            | 2                                            | 2 (2)                                        |                                              |  |                    |                                                |                                                |                                                |                                                |  |               |                                       |                                       |                                       |                                       |  |
|  |                                                    |                                                    | A. D. R. Cóbano                                    | 1                                                  | 1 | 2(4)                   |                                              |                                              |                                              |                                              |  |                    |                                                |                                                |                                                |                                                |  |               |                                       |                                       |                                       |                                       |  |
|  | Municipal Desamparados                             | 1                                                  | A. D. R. Cóbano                                    | 1                                                  | 1 | 2(4)                   | 2                                            | 3                                            |                                              |                                              |  |                    |                                                |                                                |                                                |                                                |  |               |                                       |                                       |                                       |                                       |  |
|  | Municipal Desamparados                             | 1                                                  |                                                    |                                                    |   |                        |                                              |                                              |                                              |                                              |  |                    |                                                |                                                |                                                |                                                |  |               |                                       |                                       |                                       |                                       |  |
|  | Talentos del Caribe                                | 1                                                  | 0                                                  | 1                                                  |   |                        |                                              |                                              |                                              |                                              |  |                    |                                                |                                                |                                                |                                                |  |               |                                       |                                       |                                       |                                       |  |
|  | Talentos del Caribe                                | 1                                                  | 0                                                  | 1                                                  |   |                        |                                              |                                              |                                              |                                              |  |                    |                                                |                                                |                                                |                                                |  | A. D. Rosario | 1                                     | 2                                     | 3                                     |                                       |  |
|  |                                                    |                                                    |                                                    |                                                    |   |                        |                                              |                                              |                                              |                                              |  |                    |                                                |                                                |                                                |                                                |  | A. D. Rosario | 1                                     | 2                                     | 3                                     |                                       |  |
|  |                                                    |                                                    | Águila F. C.                                       | 0                                                  | 1 | 1                      |                                              |                                              |                                              |                                              |  |                    |                                                |                                                |                                                |                                                |  |               |                                       |                                       |                                       |                                       |  |
|  | San Migool - V. C.                                 | 1                                                  | Águila F. C.                                       | 0                                                  | 1 | 1                      | 3                                            | 4                                            |                                              |                                              |  |                    |                                                |                                                |                                                |                                                |  |               |                                       |                                       |                                       |                                       |  |
|  | San Migool - V. C.                                 | 1                                                  |                                                    |                                                    |   |                        |                                              |                                              |                                              |                                              |  |                    |                                                |                                                |                                                |                                                |  |               |                                       |                                       |                                       |                                       |  |
|  | Valle F.C.                                         | 1                                                  | 2                                                  | 3                                                  |   |                        |                                              |                                              |                                              |                                              |  |                    |                                                |                                                |                                                |                                                |  |               |                                       |                                       |                                       |                                       |  |
|  | Valle F.C.                                         | 1                                                  | 2                                                  | 3                                                  |   | San Migool - V. C.     | 3                                            | 1                                            | 4                                            |                                              |  |                    |                                                |                                                |                                                |                                                |  |               |                                       |                                       |                                       |                                       |  |
|  |                                                    |                                                    |                                                    |                                                    |   | San Migool - V. C.     | 3                                            | 1                                            | 4                                            |                                              |  |                    |                                                |                                                |                                                |                                                |  |               |                                       |                                       |                                       |                                       |  |
|  |                                                    |                                                    | C. D. Pavas                                        | 1                                                  | 0 | 1                      |                                              |                                              |                                              |                                              |  |                    |                                                |                                                |                                                |                                                |  |               |                                       |                                       |                                       |                                       |  |
|  | A. D. Cañas                                        | 0                                                  | C. D. Pavas                                        | 1                                                  | 0 | 1                      | 2                                            | 2                                            |                                              |                                              |  |                    |                                                |                                                |                                                |                                                |  |               |                                       |                                       |                                       |                                       |  |
|  | A. D. Cañas                                        | 0                                                  |                                                    |                                                    |   |                        |                                              |                                              |                                              |                                              |  |                    |                                                |                                                |                                                |                                                |  |               |                                       |                                       |                                       |                                       |  |
|  | C. D. Pavas                                        | 0                                                  | 3                                                  | 3                                                  |   |                        |                                              |                                              |                                              |                                              |  |                    |                                                |                                                |                                                |                                                |  |               |                                       |                                       |                                       |                                       |  |
|  | C. D. Pavas                                        | 0                                                  | 3                                                  | 3                                                  |   |                        |                                              |                                              |                                              |                                              |  | San Migool - V. C. | 2                                              | 0                                              | 2                                              |                                                |  |               |                                       |                                       |                                       |                                       |  |
|  |                                                    |                                                    |                                                    |                                                    |   |                        |                                              |                                              |                                              |                                              |  | San Migool - V. C. | 2                                              | 0                                              | 2                                              |                                                |  |               |                                       |                                       |                                       |                                       |  |
|  |                                                    |                                                    | A. D. Rosario                                      | 2                                                  | 5 | 7                      |                                              |                                              |                                              |                                              |  |                    |                                                |                                                |                                                |                                                |  |               |                                       |                                       |                                       |                                       |  |
|  | A. C. Acosta                                       | 1                                                  | A. D. Rosario                                      | 2                                                  | 5 | 7                      | 1                                            | 2                                            |                                              |                                              |  |                    |                                                |                                                |                                                |                                                |  |               |                                       |                                       |                                       |                                       |  |
|  | A. C. Acosta                                       | 1                                                  |                                                    |                                                    |   |                        |                                              |                                              |                                              |                                              |  |                    |                                                |                                                |                                                |                                                |  |               |                                       |                                       |                                       |                                       |  |
|  | A. D. Rosario                                      | 3                                                  | 6                                                  | 9                                                  |   |                        |                                              |                                              |                                              |                                              |  |                    |                                                |                                                |                                                |                                                |  |               |                                       |                                       |                                       |                                       |  |
|  | A. D. Rosario                                      | 3                                                  | 6                                                  | 9                                                  |   | A. D. Rosario          | 4                                            | 1                                            | 5                                            |                                              |  |                    |                                                |                                                |                                                |                                                |  |               |                                       |                                       |                                       |                                       |  |
|  |                                                    |                                                    |                                                    |                                                    |   | A. D. Rosario          | 4                                            | 1                                            | 5                                            |                                              |  |                    |                                                |                                                |                                                |                                                |  |               |                                       |                                       |                                       |                                       |  |
|  |                                                    |                                                    | AF Lankester 1943                                  | 0                                                  | 2 | 2                      |                                              |                                              |                                              |                                              |  |                    |                                                |                                                |                                                |                                                |  |               |                                       |                                       |                                       |                                       |  |
|  | AF Lankester 1943                                  | 3                                                  | AF Lankester 1943                                  | 0                                                  | 2 | 2                      | 1                                            | 4                                            |                                              |                                              |  |                    |                                                |                                                |                                                |                                                |  |               |                                       |                                       |                                       |                                       |  |
|  | AF Lankester 1943                                  | 3                                                  |                                                    |                                                    |   |                        |                                              |                                              |                                              |                                              |  |                    |                                                |                                                |                                                |                                                |  |               |                                       |                                       |                                       |                                       |  |
|  | Real Santaneño                                     | 3                                                  | 0                                                  | 3                                                  |   |                        |                                              |                                              |                                              |                                              |  |                    |                                                |                                                |                                                |                                                |  |               |                                       |                                       |                                       |                                       |  |
|  | Real Santaneño                                     | 3                                                  | 0                                                  | 3                                                  |   |                        |                                              |                                              |                                              |                                              |  |                    |                                                |                                                |                                                |                                                |  |               |                                       |                                       |                                       |                                       |  |
|  |                                                    |                                                    |                                                    |                                                    |   |                        |                                              |                                              |                                              |                                              |  |                    |                                                |                                                |                                                |                                                |  |               |                                       |                                       |                                       |                                       |  |

### Octavos de final
| Equipo 1               | Agr   | Equipo 2            | Ida   | Vuelta |
| ---------------------- | ----- | ------------------- | ----- | ------ |
| Águila F. C.           | 6 - 4 | Deportivo Puriscal  | 2 - 2 | 4 - 2  |
| A. C. Acosta           | 2 - 9 | A. D. Rosario       | 1 - 3 | 1 - 6  |
| A. D. Cañas            | 2 - 3 | C. D. Pavas         | 0 - 0 | 2 - 3  |
| Pitbulls F. C.         | 3 - 4 | A. D. R. Cóbano     | 0 - 0 | 3 - 4  |
| San Migool - V. C.     | 4 - 3 | Valle F.C.          | 1 - 1 | 3 - 2  |
| Municipal Desamparados | 3 - 1 | Talentos del Caribe | 1 - 1 | 2 - 0  |
| CCDR San Pablo         | 1 - 2 | Municipal Coto Brus | 1 - 1 | 0 - 1  |
| AF Lankester 1943      | 4 - 3 | Real Santaneño      | 3 - 3 | 1 - 0  |

### Cuartos de final
| Equipo 1           | Agr.             | Equipo 2               | Ida   | Vuelta |
| ------------------ | ---------------- | ---------------------- | ----- | ------ |
| Águila F. C.       | 3 - 2            | Municipal Coto Brus    | 2 - 2 | 1 - 0  |
| A. D. R. Cóbano    | 2 - 2 (4-2 pen.) | Municipal Desamparados | 1 - 0 | 1 - 2  |
| San Migool - V. C. | 4 - 1            | C. D. Pavas            | 3 - 1 | 1 - 0  |
| A. D. Rosario      | 5 - 2            | AF Lankester 1943      | 4 - 0 | 1 - 2  |

### Semifinales
| Equipo 1        | Agr.         | Equipo 2           | Ida | Vuelta |
| --------------- | ------------ | ------------------ | --- | ------ |
| Águila F. C.    | 7-2          | San Migool - V. C. | 2-2 | 5-0    |
| A. D. R. Cóbano | 2-2 (3-5 Pn) | A. D. Rosario      | 1-1 | 1-1    |

### Final
| Equipo 1     | Agr.  | Equipo 2      | Ida | Vuelta |
| ------------ | ----- | ------------- | --- | ------ |
| Águila F. C. | 1 - 3 | A. D. Rosario | 0-1 | 1-2    |

|                                     |
| Campeón Apertura 2024 A. D. Rosario |
| 2.do título                         |

### Plantilla del Campeón
- Porteros:

1	José Eugenio Cruz
25	Pablo González
Defensas:
2		Pablo Corroto
3	Sebastián Suárez
26		Dylan Dávila
5		Olger Murillo
12	Anderson Alfaro
14		Alex Banquera
20	Brandon Vargas
23	Yeremy Mejías
Mediocampistas:
24		Jeaustin Rosales
28		José Rodríguez
8		Roylan Alvarado
16		Jefry Leiva
27		Luis Felipe Hernández
10		José David Vásquez
15		Cristopher Salazar
19		Diego Carabalí
Delanteros:
9			Cristhian Lagos Capitán
7	Jonathan Chaves
10		José Vásquez
17		Warren Ulate
6		Emanuel Vargas
18		Alexander Román
22		Norlys Chaves
21		Rachid Vargas
- DT: Alexánder Castro